# Incidente del AS 7007
El incidente del AS 7007 fue una disrupción importante de Internet el 25 de abril de 1997 que empezó con un enrutador operado por el sistema autónomo 7007 (MAI Servicios de Red, a pesar de que a veces fue incorrectamente atribuido al Intercambio de Internet de la Florida)  filtrando accidentalmente una parte sustancial de su tabla de ruta entera al Internet, creando un agujero negro.
Probablemente debido a un error de software en el enrutador afectado, las rutas filtradas estaban desagragadas a prefijos /24, las cuales eran más específicas que las rutas originalmente presentes en la Internet, entonces cambió el AS de camino reescrito a 7007, dirigiendo el Border Gateway Protocol (BGP) utilizado por los routers de Internet para preferir las rutas filtradas. Esto fue entonces exacerbado por otros problemas que impidieron que las rutas de desaparecieran de las tablas de rutas de las otras redes, incluso después que el enrutador original que las había enviado había sido desconectado. La combinación de estos factores resultó en una disrupción extendida de operaciones a través de Internet.
El análisis de este acontecimiento llevó a cambios importantes en las operaciones de BGP de los Proveedores de Servicio del Internet para mitigar los efectos de cualquier acontecimiento similar subsiguiente.[cita requerida]